# Rowan Joffé
Pour les articles homonymes, voir Joffé.
Rowan Joffé est un réalisateur et scénariste anglais né en 1973 à Londres. Il est le fils du réalisateur Roland Joffé.

## Filmographie
- 2000 : Last Resort de Pawel Pawlikowski, scénariste
- 2001 : Gas Attack, scénariste
- 2003 : Turkish Delight, scénariste
- 2007 : 28 semaines plus tard de Juan Carlos Fresnadillo, scénariste
- 2007 : Secret Life, scénariste et réalisateur
- 2008 : The Shooting of Thomas Hurndall, réalisateur
- 2010 : The American d'Anton Corbijn, scénariste
- 2011 : Brighton Rock, scénariste et réalisateur
- 2014 : Avant d'aller dormir, scénariste et réalisateur
- 2025 : Ballad of a Small Player d'Edward Berger, scénariste